# Karim Saleh
Karim Saleh est un acteur franco-libanais, né le 7 mars 1978, à Lyon.

## Filmographie

### Cinéma
- 2000 : Le Harem de Mme Osmane, de Nadir Moknèche
- 2002 : Merci Docteur Rey, de Andrew Litvack
- 2004 : Trois Petites Filles, de Jean-Loup Hubert
- 2005 : Kingdom of Heaven, de Ridley Scott
- 2005 : Munich, de Steven Spielberg
- 2008 : L'Aube du monde, d'Abbas Fahdel
- 2010 : Iron Man 2, de Jon Favreau
- 2010 : Chaque jour est une fête
- 2011 : Switch de Frédéric Schoendoerffer
- 2013 : L'Attentat de Ziad Doueiri
- 2014 : Lust for Love, de Anton King
- 2020 : Louxor de Zeina Durra :
- 2022 : Please Baby Please d’Amanda Kramer : Gene

### Télévision
- 2006 : The Ten Commandments
- 2005 : Permis d'aimer, de Rachida Krim
- 2004 : The Hamburg Cell
- 2004 : Sea of Souls (2 épisodes)
- 2000 : Avocats et Associés (1 épisode)
- 1999 : Julie Lescaut, épisode 2 saison 8, Interdit au public de Gilles Béhat : chef d'équipe
- 1995-1996 : Highlander (2 épisodes)

## Distinctions
- Prix du meilleur acteur (dans L'Aube du monde) au Festival du Film Arabe de Rotterdam, 2010.